# Storm Shadow (G.I. Joe)
Storm Shadow é um personagem da série G.I. Joe.

## Filme
Foi interpretado por Lee Byung Hun em 2009 no filme "G.I. Joe: The Rise of Cobra".
Storm Shadow é inimigo de seu nêmesis, Snake Eyes. Os dois batalhavam desde crianças. Storm Shadow entrou para a organização Cobra e organizou um ataque a um comboio militar, Depois reencontrou o inimigo na base dos Joes e lutou com ele em Paris. Na base Cobra, na Antártida, Snake Eyes finalmente mata Shadow, o empalando com uma espada e o jogando nas águas geladas. Mas no filme seguinte “G.I. Joe: Retaliação”, Storm Shadow retorna vivo e alia-se à Snake Eyes e à sua prima Jinx para lutar contra o Comandante Cobra.